# Alexandru Păun
Adrian Constantin Păun Alexandru (sinh ngày 1 tháng 4 năm 1995), hay Alexandru Păun, là một cầu thủ bóng đá người România thi đấu ở vị trí tiền vệ chạy cánh cho CFR Cluj.

## Thống kê sự nghiệp

### Câu lạc bộ
Tính đến 5 tháng 5 năm 2018
| Câu lạc bộ          | Giải vô địch        | Mùa giải            | Giải vô địch | Giải vô địch | Cúp     | Cúp       | Châu Âu | Châu Âu   | Khác    | Khác      | Tổng cộng | Tổng cộng |
| Câu lạc bộ          | Giải vô địch        | Mùa giải            | Số trận      | Bàn thắng    | Số trận | Bàn thắng | Số trận | Bàn thắng | Số trận | Bàn thắng | Số trận   | Bàn thắng |
| ------------------- | ------------------- | ------------------- | ------------ | ------------ | ------- | --------- | ------- | --------- | ------- | --------- | --------- | --------- |
| CFR Cluj            | Liga I              | 2013–14             | 4            | 0            | 1       | 0         | 0       | 0         | 0       | 0         | 5         | 0         |
| CFR Cluj            | Liga I              | 2014–15             | 20           | 1            | 3       | 0         | 1       | 0         | 1       | 1         | 25        | 2         |
| CFR Cluj            | Liga I              | 2015–16             | 32           | 3            | 4       | 1         | 0       | 0         | 1       | 0         | 37        | 4         |
| CFR Cluj            | Liga I              | 2016–17             | 29           | 4            | 2       | 0         | 0       | 0         | 1       | 0         | 32        | 4         |
| CFR Cluj            | Liga I              | 2017–18             | 19           | 2            | 1       | 0         | 0       | 0         | 0       | 0         | 20        | 2         |
| Tổng cộng           | Tổng cộng           | Tổng cộng           | 104          | 10           | 11      | 1         | 1       | 0         | 3       | 1         | 119       | 12        |
| Tổng cộng sự nghiệp | Tổng cộng sự nghiệp | Tổng cộng sự nghiệp | 104          | 10           | 11      | 1         | 1       | 0         | 3       | 1         | 119       | 12        |

## Danh hiệu

### Câu lạc bộ
CFR Cluj
- Liga I: 2017–18
- Cúp bóng đá România: 2015–16
- Siêu cúp bóng đá România: Á quân 2016